# Semiono-Makárenski
Semiono-Makárenski (del ruso: Семено-Макаренский) es un jútor del raión de Shovgenovski en la república de Adiguesia de Rusia. Está situado 12 km al sudeste de Jakurinojabl y 47 km al norte de Maikop, la capital de la república. Tenía 114 habitantes en 2010.
Pertenece al municipio Dzherokáiskoye.